# Базилевський Борис Миколайович
Борис Миколайович Базилевський (6 серпня 1946, Київ) — український дипломат. Надзвичайний та Повноважний Посол України.

## Біографія
Народився 6 серпня 1946 року в Києві. Закінчив Московський державний інститут міжнародних відносин (1969), спеціаліст з міжнародних відносин. Кандидат юридичних наук. Володіє іноземними мовами: російською та англійською.
З 1964 по 1969 — студент Московського державного інституту міжнародних відносин МЗС СРСР
З 1969 по 1969 — референт відділу Південної Азії МЗС СРСР
З 1969 по 1975 — стажер, аташе, третій секретар Посольства СРСР у Пакистані, м. Ісламабад
З 1975 по 1978 — третій секретар, другий секретар відділу Південної Азії МЗС СРСР
З 1978 по 1980 — перший секретар відділу преси МЗС Української РСР
З 1980 по 1988 — науковий співробітник, завідувач сектору Дипломатичної академії МЗС СРСР
З 1988 по 1991 — завідувач сектору, завідувач відділу Науково-дослідницького центру інформатики МЗС СРСР
З 1991 по 1992 — головний консультант сектору міжнародних зв'язків Верховної Ради України
З 1992 по 1995 — завідувач Секретаріату Комісії Верховної Ради України у закордонних справах
З 1995 по 1999 — голова Комітету у закордонних справах і зв'язках з СНД.
З 06.1999 по 08.2005 — Генеральний консул України в Чикаго (США).
З 09.2005 по 01.2008 — Директор Департаменту консульської служби МЗС України
З 25.01.2008 по 05.02.2010 — Надзвичайний і Повноважний Посол України в Ірландії
Дипломатичний ранг: Надзвичайний та Повноважний Посол (2006).

## Нагороди
- Орден «За заслуги» III ступеня
- Відзнака МЗС України І ступеня,
- Відзнака МВС України «За сприяння органам внутрішніх справ України»
- Почесна грамота МЗС України